# Tonerdezement
Tonerdezement (oft auch CAC oder CAC-Zement genannt) ist eine Zementsorte mit hohem Anteil an Aluminiumverbindungen.
In den Anfängen Mitte des 19. Jahrhunderts wurden erstmals CAC in Frankreich als Ciment Fondu hergestellt. Daher stammt der alternative deutsche Begriff Tonerdeschmelzzement.
In der Europäischen Norm EN 14647 Tonerdezement – Zusammensetzung, Anforderungen und Konformitätskriterien sind die geforderten Eigenschaften standardisiert.

## Verwendungszweck
Wegen seiner Eigenschaften wird CAC zum Beispiel für feuerfeste Anwendungen, für schnell bindenden Beton oder bei Bohrtechnik zur Verfüllung zwischen Verrohrung und Gebirge verwendet. Die Verwendung von CAC für tragende Bauteile aus Beton, Stahlbeton und Spannbeton ist nicht zugelassen.